# Albo d'oro del Campionato mondiale di hockey su ghiaccio

## Albo d'oro
| *   | I tornei di hockey su ghiaccio ai Giochi olimpici estivi sono considerati come Campionati mondiali. |
| *   | I tornei di hockey su ghiaccio ai Giochi olimpici invernali sono considerati come Campionati mondiali. |
| (#) | Numero di tornei conquistati. Il secondo numero indica il totale quando la Nazione era parte dell'Unione Sovietica o della Cecoslovacchia.                                                                 |
| NB: | Le edizioni dal 1940 al 1946 non si sono svolte a causa della Seconda guerra mondiale, mentre le edizioni del 1980, 1984 e 1988 non si sono disputate per la concomitanza con i Giochi olimpici invernali. |

| Anno      | Oro | Argento | Bronzo                                                 | Sede                                                   | Nazione ospitante                                      |
| --------- | --- | --- | ------------------------------------------------------ | ------------------------------------------------------ | ------------------------------------------------------ |
| 1920 *    | Canada (1) | Stati Uniti | Cecoslovacchia                                         | Anversa                                                | Belgio                                                 |
| 1924 *    | Canada (2) | Stati Uniti | Gran Bretagna                                          | Chamonix                                               | Francia                                                |
| 1928 *    | Canada (3) | Svezia | Svizzera                                               | Sankt Moritz                                           | Svizzera                                               |
| 1930      | Canada (4) | Germania | Svizzera                                               | Chamonix, Berlino e Vienna                             | Francia, Germania, Austria                             |
| 1931      | Canada (5) | Stati Uniti | Austria                                                | Krynica-Zdrój                                          | Polonia                                                |
| 1932 *    | Canada (6) | Stati Uniti | Germania                                               | Lake Placid                                            | Stati Uniti                                            |
| 1933      | Stati Uniti (1) | Canada | Cecoslovacchia                                         | Praga                                                  | Cecoslovacchia                                         |
| 1934      | Canada (7) | Stati Uniti | Germania                                               | Milano                                                 | Italia                                                 |
| 1935      | Canada (8) | Svizzera | Gran Bretagna                                          | Davos                                                  | Svizzera                                               |
| 1936 *    | Gran Bretagna (1) | Canada | Stati Uniti                                            | Garmisch-Partenkirchen                                 | Germania                                               |
| 1937      | Canada (9) | Gran Bretagna | Svizzera                                               | Londra                                                 | Regno Unito                                            |
| 1938      | Canada (10) | Gran Bretagna | Cecoslovacchia                                         | Praga                                                  | Cecoslovacchia                                         |
| 1939      | Canada (11) | Stati Uniti | Svizzera                                               | Zurigo e Basilea                                       | Svizzera                                               |
| 1940–1946 | Non disputato a causa della seconda guerra mondiale | Non disputato a causa della seconda guerra mondiale | Non disputato a causa della seconda guerra mondiale    | Non disputato a causa della seconda guerra mondiale    | Non disputato a causa della seconda guerra mondiale    |
| 1947      | Cecoslovacchia (1) | Svezia | Austria                                                | Praga                                                  | Cecoslovacchia                                         |
| 1948 *    | Canada (12) | Cecoslovacchia | Svizzera                                               | Sankt Moritz                                           | Svizzera                                               |
| 1949      | Cecoslovacchia (2) | Canada | Stati Uniti                                            | Stoccolma                                              | Svezia                                                 |
| 1950      | Canada (13) | Stati Uniti | Svizzera                                               | Londra                                                 | Regno Unito                                            |
| 1951      | Canada (14) | Svezia | Svizzera                                               | Parigi                                                 | Francia                                                |
| 1952 *    | Canada (15) | Stati Uniti | Svezia                                                 | Oslo e Drammen                                         | Norvegia                                               |
| 1953      | Svezia (1) | Germania Ovest | Svizzera                                               | Zurigo e Basilea                                       | Svizzera                                               |
| 1954      | [[File: Flag of the Soviet Union (1936 – 1955).svg\|class=noviewer\| Unione Sovietica (bandiera)\|border\|20x16px]] [[Nazionale maschile di hockey su ghiaccio dell' Unione Sovietica\| Unione Sovietica]] (1) | Canada | Svezia                                                 | Stoccolma                                              | Svezia                                                 |
| 1955      | Canada (16) | [[File: Flag of the Soviet Union (1936 – 1955).svg\|class=noviewer\| Unione Sovietica (bandiera)\|border\|20x16px]] [[Nazionale maschile di hockey su ghiaccio dell' Unione Sovietica\| Unione Sovietica]] | Cecoslovacchia                                         | Krefeld, Dortmund e Colonia                            | Germania Ovest                                         |
| 1956 *    | Unione Sovietica (2) | Stati Uniti | Canada                                                 | Cortina d'Ampezzo                                      | Italia                                                 |
| 1957      | Svezia (2) | Unione Sovietica | Cecoslovacchia                                         | Mosca                                                  | Unione Sovietica                                       |
| 1958      | Canada (17) | Unione Sovietica | Svezia                                                 | Oslo                                                   | Norvegia                                               |
| 1959      | Canada (18) | Unione Sovietica | Cecoslovacchia                                         | Praga e Bratislava                                     | Cecoslovacchia                                         |
| 1960 *    | Stati Uniti (2) | Canada | Unione Sovietica                                       | Squaw Valley                                           | Stati Uniti                                            |
| 1961      | Canada (19) | Cecoslovacchia | Unione Sovietica                                       | Ginevra e Losanna                                      | Svizzera                                               |
| 1962      | Svezia (3) | Canada | Stati Uniti                                            | Colorado Springs e Denver                              | Stati Uniti                                            |
| 1963      | Unione Sovietica (3) | Svezia | Cecoslovacchia                                         | Stoccolma                                              | Svezia                                                 |
| 1964 *    | Unione Sovietica (4) | Svezia | Cecoslovacchia                                         | Innsbruck                                              | Austria                                                |
| 1965      | Unione Sovietica (5) | Cecoslovacchia | Svezia                                                 | Tampere                                                | Finlandia                                              |
| 1966      | Unione Sovietica (6) | Cecoslovacchia | Canada                                                 | Lubiana                                                | Jugoslavia                                             |
| 1967      | Unione Sovietica (7) | Svezia | Canada                                                 | Vienna                                                 | Austria                                                |
| 1968 *    | Unione Sovietica (8) | Cecoslovacchia | Canada                                                 | Grenoble                                               | Francia                                                |
| 1969      | Unione Sovietica (9) | Svezia | Cecoslovacchia                                         | Stoccolma                                              | Svezia                                                 |
| 1970      | Unione Sovietica (10) | Svezia | Cecoslovacchia                                         | Stoccolma                                              | Svezia                                                 |
| 1971      | Unione Sovietica (11) | Cecoslovacchia | Svezia                                                 | Berna e Ginevra                                        | Svizzera                                               |
| 1972      | Cecoslovacchia (3) | Unione Sovietica | Svezia                                                 | Praga                                                  | Cecoslovacchia                                         |
| 1973      | Unione Sovietica (12) | Svezia | Cecoslovacchia                                         | Mosca                                                  | Unione Sovietica                                       |
| 1974      | Unione Sovietica (13) | Cecoslovacchia | Svezia                                                 | Helsinki                                               | Finlandia                                              |
| 1975      | Unione Sovietica (14) | Cecoslovacchia | Svezia                                                 | Monaco di Baviera e Düsseldorf                         | Germania Ovest                                         |
| 1976      | Cecoslovacchia (4) | Unione Sovietica | Svezia                                                 | Katowice                                               | Polonia                                                |
| 1977      | Cecoslovacchia (5) | Svezia | Unione Sovietica                                       | Vienna                                                 | Austria                                                |
| 1978      | Unione Sovietica (15) | Cecoslovacchia | Canada                                                 | Praga                                                  | Cecoslovacchia                                         |
| 1979      | Unione Sovietica (16) | Cecoslovacchia | Svezia                                                 | Mosca                                                  | Unione Sovietica                                       |
| 1980      | Non disputato durante i XIII Giochi olimpici invernali | Non disputato durante i XIII Giochi olimpici invernali | Non disputato durante i XIII Giochi olimpici invernali | Non disputato durante i XIII Giochi olimpici invernali | Non disputato durante i XIII Giochi olimpici invernali |
| 1981      | Unione Sovietica (17) | Svezia | Cecoslovacchia                                         | Göteborg e Stoccolma                                   | Svezia                                                 |
| 1982      | Unione Sovietica (18) | Cecoslovacchia | Canada                                                 | Helsinki e Tampere                                     | Finlandia                                              |
| 1983      | Unione Sovietica (19) | Cecoslovacchia | Canada                                                 | Düsseldorf, Dortmund e Monaco                          | Germania Ovest                                         |
| 1984      | Non disputato durante i XIV Giochi olimpici invernali | Non disputato durante i XIV Giochi olimpici invernali | Non disputato durante i XIV Giochi olimpici invernali  | Non disputato durante i XIV Giochi olimpici invernali  | Non disputato durante i XIV Giochi olimpici invernali  |
| 1985      | Cecoslovacchia (6) | Canada | Unione Sovietica                                       | Praga                                                  | Cecoslovacchia                                         |
| 1986      | Unione Sovietica (20) | Svezia | Canada                                                 | Mosca                                                  | Unione Sovietica                                       |
| 1987      | Svezia (4) | Unione Sovietica | Cecoslovacchia                                         | Vienna                                                 | Austria                                                |
| 1988      | Non disputato durante i XV Giochi olimpici invernali | Non disputato durante i XV Giochi olimpici invernali | Non disputato durante i XV Giochi olimpici invernali   | Non disputato durante i XV Giochi olimpici invernali   | Non disputato durante i XV Giochi olimpici invernali   |
| 1989      | Unione Sovietica (21) | Canada | Cecoslovacchia                                         | Stoccolma e Södertälje                                 | Svezia                                                 |
| 1990      | Unione Sovietica (22) | Svezia | Cecoslovacchia                                         | Berna e Friburgo                                       | Svizzera                                               |
| 1991      | Svezia (5) | Canada | Unione Sovietica                                       | Turku, Helsinki e Tampere                              | Finlandia                                              |
| 1992      | Svezia (6) | Finlandia | Cecoslovacchia                                         | Praga e Bratislava                                     | Cecoslovacchia                                         |
| 1993      | Russia (1/23) | Svezia | Rep. Ceca                                              | Dortmund e Monaco di Baviera                           | Germania                                               |
| 1994      | Canada (20) | Finlandia | Svezia                                                 | Bolzano, Canazei e Milano                              | Italia                                                 |
| 1995      | Finlandia (1) | Svezia | Canada                                                 | Stoccolma e Gävle                                      | Svezia                                                 |
| 1996      | Rep. Ceca (1/7) | Canada | Stati Uniti                                            | Vienna                                                 | Austria                                                |
| 1997      | Canada (21) | Svezia | Rep. Ceca                                              | Helsinki, Turku e Tampere                              | Finlandia                                              |
| 1998      | Svezia (7) | Finlandia | Rep. Ceca                                              | Zurigo e Basilea                                       | Svizzera                                               |
| 1999      | Rep. Ceca (2/8) | Finlandia | Svezia                                                 | Oslo, Lillehammer e Hamar                              | Norvegia                                               |
| 2000      | Rep. Ceca (3/9) | Slovacchia | Finlandia                                              | San Pietroburgo                                        | Russia                                                 |
| 2001      | Rep. Ceca (4/10) | Finlandia | Svezia                                                 | Colonia, Hannover e Norimberga                         | Germania                                               |
| 2002      | Slovacchia (1) | Russia | Svezia                                                 | Göteborg, Karlstad e Jönköping                         | Svezia                                                 |
| 2003      | Canada (22) | Svezia | Slovacchia                                             | Helsinki, Tampere e Turku                              | Finlandia                                              |
| 2004      | Canada (23) | Svezia | Stati Uniti                                            | Praga e Ostrava                                        | Rep. Ceca                                              |
| 2005      | Rep. Ceca (5/11) | Canada | Russia                                                 | Innsbruck e Vienna                                     | Austria                                                |
| 2006      | Svezia (8) | Rep. Ceca | Finlandia                                              | Riga                                                   | Lettonia                                               |
| 2007      | Canada (24) | Finlandia | Russia                                                 | Mosca e Mytišči                                        | Russia                                                 |
| 2008      | Russia (2/24) | Canada | Finlandia                                              | Halifax e Québec                                       | Canada                                                 |
| 2009      | Russia (3/25) | Canada | Svezia                                                 | Kloten e Berna                                         | Svizzera                                               |
| 2010      | Rep. Ceca (6/12) | Russia | Svezia                                                 | Colonia, Mannheim e Gelsenkirchen                      | Germania                                               |
| 2011      | Finlandia (2) | Svezia | Rep. Ceca                                              | Bratislava e Košice                                    | Slovacchia                                             |
| 2012      | Russia (4/26) | Slovacchia | Rep. Ceca                                              | Helsinki e Stoccolma                                   | Finlandia, Svezia                                      |
| 2013      | Svezia (9) | Svizzera | Stati Uniti                                            | Stoccolma e Helsinki                                   | Svezia, Finlandia                                      |
| 2014      | Russia (5/27) | Finlandia | Svezia                                                 | Minsk                                                  | Bielorussia                                            |
| 2015      | Canada (25) | Russia | Stati Uniti                                            | Praga e Ostrava                                        | Rep. Ceca                                              |
| 2016      | Canada (26) | Finlandia | Russia                                                 | Mosca e San Pietroburgo                                | Russia                                                 |
| 2017      | Svezia (10) | Canada | Russia                                                 | Colonia e Parigi                                       | Germania, Francia                                      |
| 2018      | Svezia (11) | Svizzera | Stati Uniti                                            | Copenaghen e Herning                                   | Danimarca                                              |
| 2019      | Finlandia (3) | Canada | Russia                                                 | Bratislava e Košice                                    | Slovacchia                                             |
| 2020      | Annullato a causa della pandemia di COVID-19 | Annullato a causa della pandemia di COVID-19 | Annullato a causa della pandemia di COVID-19           | Annullato a causa della pandemia di COVID-19           | Annullato a causa della pandemia di COVID-19           |
| 2021      | Canada (27) | Finlandia | Stati Uniti                                            | Riga                                                   | Lettonia                                               |
| 2022      | Finlandia (4) | Canada | Rep. Ceca                                              | Tampere ed Helsinki                                    | Finlandia                                              |
| 2023      | Canada (28) | Germania | Lettonia                                               | Tampere e Riga                                         | Finlandia, Lettonia                                    |
| 2024      | Rep. Ceca (7/13) | Svizzera | Svezia                                                 | Praga e Ostrava                                        | Rep. Ceca                                              |
| 2025      | Stati Uniti (3) | Svizzera | Svezia                                                 | Stoccolma e Herning                                    | Svezia, Danimarca                                      |

### Medagliere
| Stato                    | Oro     | Argento | Bronzo  | Medaglie |
| ------------------------ | ------- | ------- | ------- | -------- |
| Canada                   | 28      | 16      | 9       | 50       |
| Russia Unione Sovietica  | 5 22 27 | 3 7 10  | 5 10    | 13 34 47 |
| Rep. Ceca Cecoslovacchia | 7 6 13  | 1 12 13 | 6 16 22 | 13 34 47 |
| Svezia                   | 11      | 19      | 19      | 49       |
| Finlandia                | 4       | 9       | 3       | 14       |
| Stati Uniti              | 3       | 9       | 9       | 21       |
| Gran Bretagna            | 1       | 2       | 2       | 5        |
| Slovacchia               | 1       | 2       | 1       | 4        |
| Svizzera                 | 0       | 5       | 8       | 13       |
| Germania Germania Ovest  | 0       | 2 1 3   | 2 0 2   | 4 1 5    |
| Austria                  | 0       | 0       | 2       | 2        |
| Lettonia                 | 0       | 0       | 1       | 1        |

## Edizioni organizzate per nazione
| Nazione          | #  | Edizioni                                                               |
| ---------------- | -- | ---------------------------------------------------------------------- |
| Svezia           | 12 | 1949, 1954, 1963, 1969, 1970, 1981, 1989, 1995, 2002, 2012, 2013, 2025 |
| Svizzera         | 11 | 1928, 1935, 1939, 1948, 1953, 1961, 1971, 1990, 1998, 2009, 2020       |
| Finlandia        | 10 | 1965, 1974, 1982, 1991, 1997, 2003, 2012, 2013, 2022, 2023             |
| Germania         | 9  | 1930, 1936, 1955, 1975, 1983, 1993, 2001, 2010, 2017                   |
| Cecoslovacchia   | 8  | 1933, 1938, 1947 1959, 1972, 1978, 1985, 1992                          |
| Austria          | 7  | 1930, 1964, 1967, 1977, 1987, 1996, 2005                               |
| Francia          | 5  | 1924, 1930, 1951, 1968, 2017                                           |
| Unione Sovietica | 4  | 1957, 1973, 1979, 1986                                                 |
| Lettonia         | 3  | 2006, 2021, 2023                                                       |
| Russia           | 3  | 2000, 2007, 2016                                                       |
| Norvegia         | 3  | 1952, 1958, 1999                                                       |
| Italia           | 3  | 1934, 1956, 1994                                                       |
| Rep. Ceca        | 3  | 2004, 2015, 2024                                                       |
| Stati Uniti      | 3  | 1932, 1960, 1962                                                       |
| Slovacchia       | 2  | 2011, 2019                                                             |
| Polonia          | 2  | 1931, 1976                                                             |
| Regno Unito      | 2  | 1937, 1950                                                             |
| Danimarca        | 2  | 2018, 2025                                                             |
| Bielorussia      | 1  | 2014                                                                   |
| Canada           | 1  | 2008                                                                   |
| Jugoslavia       | 1  | 1966                                                                   |
| Belgio           | 1  | 1920                                                                   |